# Edward Cullen
Edward Anthony Masen Cullen (Crepúsculo) é um personagem fictício na série Twilight (Crepúsculo, em português), da escritora estadunidense Stephenie Meyer. Edward aparece em destaque nos livros Twilight (Crepúsculo), New Moon (Lua Nova), Eclipse e Breaking Dawn (Amanhecer). É dele a narrativa do livro Midnight Sun(sol da meia-noite), que foi publicado no dia 4 de agosto de 2020, que conta a mesma história do primeiro livro da série, porém pela sua perspectiva. . No cinema, Edward Cullen é interpretado pelo ator Robert Pattinson.

## História
Edward nasceu como Edward Anthony Masen, no dia 20 de Junho de 1901, sendo filho de Edward Senior e Elizabeth Masen. Ele e seus pais contraíram a gripe espanhola durante a epidemia que devastava Chicago, Illinois em 1918, durante a primeira guerra mundial. Órfão e quase morto pela doença, Edward foi transformado em vampiro por um dos médicos que cuidava dele, Carlisle Cullen, que agiu atendendo ao pedido da mãe de Edward. Daquele dia em diante, Carlisle cuidou de Edward como se fosse seu filho, ensinando-o a seguir uma doutrina moral diferente dos outros vampiros do universo fictício de Meyer. Seu modo de vida é centrado em recusar-se a pensar em humanos como comida e alimentar-se apenas de sangue de animais. Houve um período em que Edward abandonou este estilo de vida, passando a usar sua habilidade de ler mentes e para alimentar-se daqueles que considerava merecedores da morte. No entanto, alguns anos depois ele se arrependeu e voltou a viver com Carlisle. Nos livros, Edward e sua família, que inclui Carlisle e Esme, suas figuras paternas, e seus irmãos adotivos Alice, Jasper, Rosalie e Emmett entram em conflitos com outros vampiros, por sua moralidade, ao se recusarem a beber sangue humano. Uma fonte específica de conflito é o relacionamento amoroso de Edward com a humana Isabella Swan, mais conhecida por Bella. Edward sente-se responsável por proteger Bella e, por isso tenta controlar ao máximo a sua vontade de mordê-la.

### Crepúsculo
Quando Edward conhece Bella, ele fica fascinado com o cheiro de seu sangue, ao ponto de quase chegar a trair tudo aquilo que Carlisle havia lhe ensinado. Para impedir que as coisas saíssem do controle, ele fugiu para o Alaska, onde ficou temporariamente com uma outra família de vampiros com uma dieta semelhante a dos Cullen, os Denali. Ao voltar para Forks, determinado a não deixar Bella destruir tudo o que ele e sua família haviam construído em Forks, Washington, Edward tenta ter um relacionamento amistoso com Bella sem se importar com o que ela pensasse dele. No dia seguinte ao seu retorno, ele quase se expõe em uma demonstração de sua velocidade e força sobre-humana, ao impedir que Bella fosse atingida por uma carrinha. Ela percebe suas habilidades e começa a desconfiar, embora Edward negue que exista qualquer coisa fora do comum. Eles se tornam amigos e conscientemente acabam se apaixonando. Numa viagem a uma reserva em La Push, Bella encontra um amigo de infância chamado Jacob Black, que lhe conta algumas lendas, dentre elas uma sobre os frios. Jacob conta para Bella que a família Cullen seria supostamente um grupo de vampiros, que existe desde o tempo de seu bisavô e se alimentam de sangue animal, embora o garoto não considere isso verdade.
Edward está sempre lutando contra o desejo que sente pelo sangue de Bella, que considera ter o cheiro mais doce que já sentiu. Ele avisa Bella constantemente que ela deveria se afastar, tentando fazer com que ela perceba que sua vida pode acabar em risco estando com ele. No entanto, o amor e a confiança de Bella em Edward são tamanhos que aceita ser apresentada aos Cullen. Neste dia, durante um jogo de beisebol da família Cullen, Bella acaba se tornando alvo de um grupo de vampiros "não-vegetarianos", James, Laurent e Victoria. James, que percebe o quanto Edward a protege. Com a ajuda de todos os Cullen, Edward salva Bella do perigoso vampiro James, mas mesmo assim continua se questionando o quanto Bella está a salvo com eles. Ela pede que ele a transforme em uma vampira, mas ele nega, pois não quer que Bella destrua sua vida apenas para viver com ele para sempre.

### Lua Nova
Em Lua Nova, Edward e Alice preparam uma festa de aniversário para Bella, mas ela está chateada por se tornar aparentemente mais velha que ele, que sempre terá a aparência física de alguém de 17 anos. Durante sua festa de aniversário, Bella corta-se acidentalmente, e o instinto vampiro de Jasper, irmão de Edward, faz com que a ataque sem pensar. Edward, para protegê-la empurra ela para trás e ela cai em cima de uma mesa de vidro e se corta, derramando mais sangue, e ele tem que resistir à vontade de matá-la. Embora não tenha tido nenhuma consequência grave, isso lembrou a Edward de que Bella nunca estará segura com ele ao seu lado. Acreditando que está fazendo o melhor para ela, Edward primeiro diz que não é seguro ficarem mais juntos, mas Bella não cede. Então Edward diz que ela não é boa o suficiente para ele, que ela não pertence ao mundo dele. E vai embora junto com todos os outros Cullens, para salvá-la, acreditando que ela terá uma vida melhor e humana, sem ele.
Bella sofre muito com o fim do relacionamento com Edward e acaba encontrando apoio com o Jacob que se torna um amigo fiel, porém ele começa a nutrir interesses amorosos por Bella. Na busca continua por lembranças e notícias dos Cullen, Bella descobre que quando está em perigo é capaz de ouvir a voz de Edward lembrando-a da promessa de que não faria nenhuma imprudência.
Edward passa a viver longe de Bella e de sua família, ele vai para a América do Sul tentando encontrar Victoria, quando Alice, irmã de Edward, que tem o dom de ver o futuro baseado nas decisões que as pessoas tomam, acaba vendo Bella se jogar de um penhasco e conta isso para Rosalie, antes de ir procurar Bella. Alice acaba descobrindo que Bella estava bem, mas Rosalie, sem saber deste fato, conta a Edward o que Alice havia lhe dito. Ele liga para a casa de Bella e pergunta por Charlie, ouvindo como resposta de Jacob (que estava na casa de Bella no momento): "ele está no enterro", mas não conta o fato de ser o enterro de Harry, um amigo próximo de Charlie, o que dá a entender à Edward que o enterro era de Bella. Agora, tendo certeza de que Bella estava morta, ele dirige-se a Volterra, Itália, procurando pelos Volturi, um tipo de governo dos vampiros, implorando pela morte, já que sempre deixou claro que não viveria num mundo sem Bella.
Alice convence Bella a ir para a Itália, sabendo que apenas vê-la iria convencer o irmão de que ela estava viva. Como os Volturi haviam se recusado a atender o pedido de Edward, achando que seria um desperdício, devido ao seu dom, ele decide aparecer ao sol, fato que é contra às regras dos vampiros, pois a pele deles em contato com o sol torna-se de um brilho ofuscante. O plano arquitetado por Edward chamaria demasiada atenção dos humanos, dessa forma os Volturi seriam obrigados a destrui-lo. Antes de praticar, ele a vê e pensa primeiramente que os Volturi já haviam agido e que o dois estavam mortos, porém ela logo o convence de que estavam vivos. Depois disso, eles são convocados pelos Volturi para conversarem sobre Bella, uma vez que eles consideram perigoso que uma humana saiba sobre os vampiros. Aro, um dos líderes, só os libera depois que Alice promete que irá transformar Bella em vampira, garantindo que mandará alguém para verificar e ter certeza de que a promessa foi cumprida. Eles voltam para Forks e Edward decide que não deixará mais Bella sozinha. Ele fica irritado quando ela decide fazer uma votação entre os Cullen para saber se deveriam transformá-la em vampira, já que é contra isso, e eles decidem que sim. Como Alice diz que ainda não está preparada para isso, Carlisle promete que o fará depois da formatura de Bella. Mas depois Edward a leva para casa, onde, em uma tentativa de adiar a transformação de Bella, diz que ele mesmo irá transformá-la, se eles casarem, mas Bella tem pavor da ideia de se casar. Quando estão indo para casa de Bella, Jacob lembra a Edward do acordo entre os Cullen e os lobisomens, no qual se comprometeram a não morder um humano, independente da ter a permissão deste ou não, então Edward muda de ideia.

### Eclipse
Bella precisa decidir entre permanecer humana, ficar com Jacob e vulnerável aos Volturi por ser a única humana que sabe da existência de vampiros, e o amor de Edward, ser transformada em uma vampira. Enquanto isso, uma série de mortes passa a acontecer em Seattle, uma cidade perto de Forks e os Cullen percebem que se trata de vampiros recém-criados, que são mais fortes e têm dificuldade de controlar sua sede por sangue. Eles então descobrem que estão sendo criados por Victoria que busca vingança pela morte de seu parceiro James, que foi morto por Edward, ela conta com a ajuda de Riley, que comanda os novos vampiros.
Victoria deseja matar Bella, para que Edward sinta a mesma dor que ela sentiu quando James foi destruído. Como os recém-criados são muito fortes, perigosos e sedentos de sangue, Edward pensando em Bella, opta por não participar da luta, ele vai acampar com a amada durante a batalha, para garantir sua segurança. Antes da luta, Jacob acaba por descobrir que Bella irá casar com Edward. Jacob ama a Bella, e sentindo se frustrado, acaba por decidir que irá lutar contra os recém - criados. Depois da discussão, Bella pediu a Jacob para lhe beijar, convencendo o que voltaria para ela. Lobos e Vampiros se juntam para proteger Bella e para lutar com os novos vampiros. Edward entrega um anel de prata a Bella e a pede em casamento, Bella aceita e eles se beijam.

### Amanhecer
Bella e Edward se casam. Na Lua de mel deles, ele acaba fazendo hematomas na primeira relação sexual, e garante que não voltará a acontecer antes dela ter se transformado em vampira. Ele tenta distrai-la ao longo dos dias, mas ela o pressiona, pedindo que façam novamente, o que acontece. Mas depois disso Bella descobre estar grávida. Eles voltam para Forks e ficam sabendo que o feto é meio-vampiro e está matando Bella por não ter o que precisa para sobreviver. Ele tenta convencê-la a abortar o feto, mas Bella não aceita e pede ajuda a Rosalie que fica ao seu lado a todo instante. Sofrendo com medo de perder Bella, Edward pede ajuda a Jacob para convencer Bella a abortar. Jacob desconfia de que o que a criança deseja é beber sangue. Lendo os pensamentos dele, Edward decide tentar e Bella bebe sangue e todos percebem que ela está melhor. Quando a criança nasce, é chamada de Renesmee Carlie Cullen, mas Jacob a apelida de "Nessie", uma mistura dos nomes: Renée, Esme, Carlisle e Charlie. Renesmee é um ser meio-vampiro-meio-humana capaz de transmitir seus pensamentos ao tocar em qualquer pessoa. Após o parto, Edward salva a vida de Bella, transformando-a em vampira, quando ela quase morre. Os Cullen demonstram estar extremamente impressionados com Bella, principalmente por ela ter se tornado uma vampira "controlada". Ao ver Renesmee, Jacob tem um imprinting e não consegue se afastar dela.
Por algum tempo tudo permanece tranqüilo, até que Irina (uma vampira "vegetariana" que vive com sua família em Denali, que são denominados "primos" dos Cullens) vê Renesmee, Bella e Jacob caçando na floresta e, tomada pelo ódio de vingança pelos lobisomens, por terem matado Laurent - um vampiro com quem teve um caso amoroso quando estava hospedado na casa dela - acaba denunciando Renesmee para os Volturi, achando que ela era uma criança imortal, o que é proibido. Alice tem a visão de Irina denunciando-os e acaba partindo com Jasper. Toda a família se mobiliza para defender Renesmee e mas uma vez se unem com os lobos para a chegada dos Volturi. Edward e sua família convidam alguns vampiros aliados para servirem de testemunhas e impedirem que matem a criança. Edward teme por Bella, mas com a ajuda de Eleazar, Zafrina e Kate (amigos da família), Bella descobre que tem poderes de proteção, conseguindo criar um "escudo mental" que impede que ataques mentais a afetem, algo que tinha mesmo em sua vida humana. Durante a batalha, Bella protege a todos com seu campo, fazendo assim com que os Volturi tentem entrar em um acordo com os Cullens. Após ter sumido, no início de toda a confusão gerada em torno da vida de Renesmee, Alice Cullen retorna a Forks trazendo outro ser meio-vampiro-meio-humano, provando aos Volturi que Renesmee não é perigosa, e a batalha se encerra.
Mais tarde, após todos os amigos dos Cullen terem partido, Bella, Edward e Renesmee retornam a sua casa e lá Bella consegue mostrar a Edward o que está em sua mente, afastando o "escudo mental" de sua cabeça e permitindo que Edward leia suas memórias. As principais memórias são das experiências vividas pelos dois, mas, principalmente, Edward pode assim ter a dimensão do amor dela por ele.

## Características
Como todos os outros vampiros da série de Crepúsculo, Edward é descrito por Bella como tendo uma beleza inumana. Sua pele é como "mármore", muito pálido, frio, e brilha na luz do sol. Seu cabelo é cor de bronze, tom que herdou de sua mãe biológica. Seus olhos, antes verdes, são descritos agora como parecidos à topázio líquido dourado, exceto quando está com "sede" e eles ficam pretos. Fisicamente ele tem 17 anos.
Ele possui força e agilidade sobre-humanas, sendo bem rápido (apenas não tendo sua força comparada a Emmett Cullen). Em Twilight, ele explica que os vampiros não precisam respirar, mas é desconfortável perder o olfato. Não consegue digerir "comida normal", já que seu organismo não está preparado para ingerir esse tipo de alimento e, se o fizer, ficará preso em seu organismo, a menos que consiga colocá-lo para fora. Como os outros vampiros, ele é incapaz de dormir.

### Poderes Especiais
Edward Cullen possui o raro dom de ler mentes. Carlisle e Edward tem uma teoria de que os dons que certos vampiros possuem são vestígios aprimorados de talentos que possuíam quando humanos. Edward consegue ouvir somente os pensamentos que a pessoa tem no exato momento em que "está em sua cabeça", e pode fazê-lo mesmo que esteja a quilômetros de distância, dependendo do quanto ele conhece a "voz mental" dessa pessoa. A única exceção ao seu dom é Bella Swan, e para mantê-la a salvo, ele a vigia pela mentes de pessoas próximas a ela, como Angela Weber e Jessica Stanley - apesar de não gostar de seus pensamentos maldosos em relação a Bella - ou até mesmo seus professores.

## Relacionamento

### Bella
Bella é a primeira e única namorada de Edward. Ele possui uma imensa atração pelo sangue dela, o que torna muito difícil ficar perto dela. No início de "Crepúsculo", Edward se afasta de Bella com a intenção de não matá-la, mas acaba se apaixonando por ela apesar de seus receios. Por isso, Edward se acha extremamente egoísta, por saber que deve ficar longe dela, para sua própria segurança, mas não consegue fazê-lo. Edward não quer que Bella se torne vampira, embora ela deseje profundamente se tornar uma, porque ele acredita que vampiros não possuem alma e são verdadeiros monstros. Em Amanhecer, Edward se casa com Bella e eles têm uma filha chamada [[Renesmee Cullen. Com o nascimento da menina, Bella quase morre, o que faz Edward transformá-la em uma vampira após o parto. Bella se mostra uma excelente e controlada recém-criada de modo que todos acreditam que ela possui um equivalente ao auto-controle como dom. Ao longo da trama descobre-se porque Edward nunca pôde ler a mente de Bella, ela possui um escudo mental, que com a ajuda de Kate ela aprende a projetar para proteger não só a sua mente, como também a de outras pessoas próximas. No final de "Amanhecer" Bella consegue afastar completamente seu escudo mental permitindo que Edward leia sua mente pela primeira vez, mostrando para ele o tamanho do amor dela.